# ジャレッド・ヘス
ジャレッド・ヘス（Jared Hess、1979年7月18日 - ）はアメリカ合衆国アイダホ州出身の映画監督である。

## 来歴
1979年、アイダホ州プレストンに生まれる。
その後、カンザス州などの高校を経て、ブリガムヤング大学へ進学。在学中の2003年に、同大学に在籍中で知り合ったジョン・ヘダーらと共に短編映画『Peluca』を制作。田舎に住むオタクな高校生を主人公に据えたユーモラスなショートフィルムになっており、翌2004年には『ナポレオン・ダイナマイト』として長編映画化して大ヒットを博した。
その功績が認められ、第2作目にはジャック・ブラックを覆面プロレスラーとして起用した『ナチョ・リブレ 覆面の神様』を製作。その後もオフビートなコメディ映画監督としての地位を着実に築きつつある。
2023年公開の『Ninety-Five Senses』で、第96回アカデミー短編アニメ賞にジェルーシャ・ヘスとともにノミネートされた。
映画以外ではザ・ポスタル・サーヴィスのサードシングルのプロモーションビデオの監督も務めた。

## 私生活
敬虔なモルモン教徒であり、末日聖徒イエス・キリスト教会のメンバーでもある。
妻であるジェルーシャ・ヘスは、大学の同窓であり、全作品の共同脚本に携わっている。『オースティンランド』ではジェルーシャが監督を務めている。

## フィルモグラフィ

### 長編映画
| 年   | 題名                                                           | 役割       | 備考                  |
| ---- | -------------------------------------------------------------- | ---------- | --------------------- |
| 2004 | ナポレオン・ダイナマイト Napoleon Dynamite                     | 監督・脚本 |                       |
| 2006 | ナチョ・リブレ 覆面の神様 Nacho Libre                          | 監督・脚本 |                       |
| 2009 | Mr.ゴールデン・ボール/史上最低の盗作ウォーズ Gentlemen Broncos | 監督・脚本 |                       |
| 2015 | ドン・ヴァーディン Don Verdean                                 | 監督・脚本 |                       |
| 2016 | マスターマインズ（原題） Masterminds                           | 監督       |                       |
| 2024 | ユニコーンのテルマ Thelma the Unicorn                          | 監督       | Netflixオリジナル映画 |
| 2025 | マインクラフト/ザ・ムービー Minecraft                          | 監督       |                       |

### 短編映画
| 年   | 題名               | 役割 |
| ---- | ------------------ | ---- |
| 2003 | Peluca             | 監督 |
| 2023 | Ninety-Five Senses | 監督 |